# Argythamnia lottiae
Argythamnia lottiae är en törelväxtart som beskrevs av John William Ingram. Argythamnia lottiae ingår i släktet Argythamnia och familjen törelväxter. Inga underarter finns listade i Catalogue of Life.